# Азид свинца
Ази́д свинца́ (химическая формула — свинцовая соль азотистоводородной кислоты {\displaystyle {\ce {Pb(N3)2}}}. Бесцветные взрывоопасные кристаллы, применяется как инициирующее взрывчатое вещество. Впервые синтезирован Курциусом в 1891 р. вместе с азидами ртути и серебра

## Структура
Имеет две основных кристаллических формы. Плотность α-формы 4,71 г/см3, плотность β-формы 4,93 г/см3. 
Как и многие другие азиды, неустойчив и склонен к взрывному разложению.
Азид свинца токсичен, как и многие другие азиды и соли свинца.

## Физические свойства
- Взрывоопасен.
- Теплота взрыва: около 1,536 МДж/кг (7,572 МДж/дм3).
- Объём газов: 308 л/кг (1518 л/дм3).
- Скорость детонации: около 4800 м/с.
- Очень ядовит.

В воде плохо растворим, однако растворим в моноэтаноламине.

## Синтез
Азид свинца может быть получен в результате реакции обмена между растворами солей свинца и азидов щелочных металлов, обычно азида натрия и нитрата свинца:
{\displaystyle {\ce {Pb(NO3)2 + 2NaN3 -> Pb(N3)2 v + 2NaNO3}}}
В промышленном синтезе используют водные растворы, в этом случае образуется мелкокристаллический азид свинца, относительно крупнокристаллический продукт может быть получен с использованием в качестве растворителя расплавов смесей нитратов щелочных металлов, образующих эвтектические смеси с низкими температурами плавления (129 °C для {\displaystyle {\ce {LiNO3 / KNO3}}} і 218 °C для {\displaystyle {\ce {NaNO3 / KNO3}}}).
Полученный такими методами азид свинца загрязнён катионами (натрий) и анионами (нитрат) исходных солей, для синтеза азида свинца, свободного от таких загрязнений используют взаимодействие растворов нитрита свинца и азотистоводородной кислоты:
{\displaystyle {\ce {1/2Pb(NO2)2 + 2HN3 -> 1/2Pb(N3)2 v + N2 ^ + N2O ^ + H2O}}}

## Применение
Применяется как инициирующее взрывчатое вещество, имеет высокую чувствительность и очень малый критический диаметр. Наиболее часто применяется в капсюлях-детонаторах.
Обращение требует особой осторожности и специальных технических приёмов.
Реакцию рекомендуется проводить с добавлением декстрина, глицерина, желатина или подобных веществ, препятствующих формированию крупных кристаллов азида свинца и уменьшающих опасность детонации.